# فهرست مدیران و معاونان ناسا
مدیران و معاونان ناسا بالاترین مقامات رسمی ناسا، سازمان فضایی حکومت فدرال ایالات متحده آمریکا، هستند. مدیر این سازمان، مشاور ارشد علوم فضایی رئیس‌جمهور ایالات متحده آمریکا است. طبق اعلام ناسا، نقش مدیر «هدایت گروه ناسا و مدیریت منابع آن در جهت پیشرفت چشم‌انداز اکتشاف فضایی است.» به گفته ناسا، معاون ناسا «نقش جانشین فرماندهی سازمان را بر عهده داشته و در برابر فراهم آوردن رهبری، برنامه‌ریزی و جهت‌گیری کلی سیاست سازمان، در برابر مدیر، مسئول است. این اشخاص، نماینده ناسا در برابر دفتر اجرایی رئیس‌جمهور، کنگره، سران فدرال و دیگر سازمان‌های دولتی، سازمان‌های بین‌المللی و انجمن‌ها و سازمان‌های خارجی مربوط هستند. آنان همچنین بر هر روز کاری دفاتر عملکردی ناسا، مثل دفتر افسر ارشد مالی، دفتر مشاوره کلی و ارتباطات استراتژیک، نظارت می‌کنند.»
نخستین مدیر ناسا، توماس کیت گلنان بود. در دوران مدیریت او، وی پروژه‌های تحقیقاتی مختلف مربوط به پیشرفت فضایی در ایالات متحده را گرد هم آورد. طولانی‌ترین دوره مدیریت یک مدیر در ناسا، متعلق به دنیل گلدین است که برای مدتی نزدیک به ۱۰ سال، مدیریت این سازمان را بر عهده داشت. وی بیشتر به خاطر پیشگامی در رویکرد «سریع‌تر، بهتر و ارزان‌تر» در برنامه‌های فضایی معروف است. جیمز فلچر، که پس از انفجار فضاپیمای چلنجر به ناسا بازگشت، تنها شخصی است که دو بار در این جایگاه قرار گرفته‌است.
طولانی‌ترین مدت دوره یک معاون (سرپرست معاونت)، متعلق به جان آر. دیلی بوده که پس از بازنشستگی از سپاه تفنگداران دریایی ایالات متحده آمریکا، این جایگاه را بر عهده گرفته‌است. طولانی‌ترین مدت دوره یک معاون دائمی هم متعلق به هیو لاتیمر درایدن، نخستین معاون ناسا، بوده‌است. ویلیام رابرت گراهام دو بار در جایگاه معاونت ناسا قرار گرفت و در مدت میان این دو دوره، سرپرستی این جایگاه را بر عهده داشت. دوران معاونت فردریک دی گریگوری هم از این لحاظ، مشابه گراهام بوده‌است. دنیل مولویل دو بار در نقش سرپرستی جایگاه معاونت قرار گرفته و در میان دو دوره، سرپرست مدیریت بوده‌است.
مدیر فعلی ناسا، جیم برایدنستاین است که توسط دونالد ترامپ، رئیس‌جمهور ایالات متحده، در ۱ سپتامبر ۲۰۱۷ نامزد قرار گرفتن در این جایگاه شد و در ۱۹ آوریل ۲۰۱۸، به تأیید رسید. وی چهار روز بعد و در ۲۳ آوریل ۲۰۱۸، سوگند یاد کرد.

## مدیران
| ردیف | تصویر                  | نام                     | شروع به کار     | پایان کار       | مدت دوره (روز)      | رئیس‌جمهور ایالات متحده آمریکا تحت مدیریت | رئیس‌جمهور ایالات متحده آمریکا تحت مدیریت |
| ---- | ---------------------- | ----------------------- | --------------- | --------------- | ------------------- | ---------------------------------------- | ---------------------------------------- |
| ۱    | T. Keith Glennan       | توماس کیت گلنان         | ۱۹ اوت ۱۹۵۸     | ۲۰ ژانویه ۱۹۶۱  | ۸۸۵                 |                                          | دوایت آیزنهاور                           |
| -    | Hugh L. Dryden         | هیو لاتیمر درایدن       | ۲۱ ژانویه ۱۹۶۱  | ۱۴ فوریه ۱۹۶۱   | ۲۴                  |                                          | جان اف. کندی                             |
| ۲    | James E. Webb          | جیمز ای وبب             | ۱۴ فوریه ۱۹۶۱   | ۷ اکتبر ۱۹۶۸    | ۱٬۰۳۵               |                                          | جان اف. کندی                             |
| ۲    | James E. Webb          | جیمز ای وبب             | ۱۴ فوریه ۱۹۶۱   | ۷ اکتبر ۱۹۶۸    | ۱٬۷۸۱ (۲٬۸۱۶ در کل) |                                          | لیندون بی. جانسون                        |
| ۳    | Thomas O. Paine        | توماس اوتن پین          | ۸ اکتبر ۱۹۶۸    | ۲۱ مارس ۱۹۶۹    | ۱۰۴                 |                                          | لیندون بی. جانسون                        |
| ۳    | Thomas O. Paine        | توماس اوتن پین          | ۸ اکتبر ۱۹۶۸    | ۲۱ مارس ۱۹۶۹    | ۶۰                  |                                          | ریچارد نیکسون                            |
| ۳    | Thomas O. Paine        | توماس اوتن پین          | ۲۱ مارس ۱۹۶۹    | ۱۵ سپتامبر ۱۹۷۰ | ۵۴۳ (۷۰۷ در کل)     |                                          | ریچارد نیکسون                            |
| -    | George M. Low          | جرج لو                  | ۱۶ سپتامبر ۱۹۷۰ | ۲۶ آوریل ۱۹۷۱   | ۲۲۲                 |                                          | ریچارد نیکسون                            |
| ۴    | James C. Fletcher      | جیمز فلچر               | ۲۷ آوریل ۱۹۷۱   | ۱ مه ۱۹۷۷       | ۱٬۲۰۰               |                                          | ریچارد نیکسون                            |
| ۴    | James C. Fletcher      | جیمز فلچر               | ۲۷ آوریل ۱۹۷۱   | ۱ مه ۱۹۷۷       | ۸۹۵                 |                                          | جرالد فورد                               |
| ۴    | James C. Fletcher      | جیمز فلچر               | ۲۷ آوریل ۱۹۷۱   | ۱ مه ۱۹۷۷       | ۱۰۱ (۲٬۱۹۶ در کل)   |                                          | جیمی کارتر                               |
| -    | Alan M. Lovelace       | آلن لاولیس              | ۲ مه ۱۹۷۷       | ۲۰ ژوئن ۱۹۷۷    | ۴۹                  |                                          | جیمی کارتر                               |
| ۵    | Robert A. Frosch       | رابرت فروش              | ۲۱ ژوئن ۱۹۷۷    | ۲۰ ژانویه ۱۹۸۱  | ۱٬۳۰۹               |                                          | جیمی کارتر                               |
| -    | Alan M. Lovelace       | آلن لاولیس              | ۲۱ ژانویه ۱۹۸۱  | ۱۰ ژوئیه ۱۹۸۱   | ۱۷۱                 |                                          | رونالد ریگان                             |
| ۶    | James M. Beggs         | جیمز مونتگومری بگز      | ۱۰ ژوئیه ۱۹۸۱   | ۴ دسامبر ۱۹۸۵   | ۱٬۶۰۸               |                                          | رونالد ریگان                             |
| -    | William R. Graham      | ویلیام رابرت گراهام     | ۴ دسامبر ۱۹۸۵   | ۱۱ مه ۱۹۸۶      | ۱۵۸                 |                                          | رونالد ریگان                             |
| ۷    | James C. Fletcher      | جیمز فلچر               | ۱۲ مه ۱۹۸۶      | ۸ آوریل ۱۹۸۹    | ۹۸۴                 |                                          | رونالد ریگان                             |
| ۷    | James C. Fletcher      | جیمز فلچر               | ۱۲ مه ۱۹۸۶      | ۸ آوریل ۱۹۸۹    | ۷۸ (۱٬۰۶۲ در کل)    |                                          | جرج اچ. دابلیو بوش                       |
| -    | Dale D. Myers          | دیل دی. مایرز           | ۸ آوریل ۱۹۸۹    | ۱۳ مه ۱۹۸۹      | ۳۵                  |                                          | جرج اچ. دابلیو بوش                       |
| ۸    | Richard H. Truly       | ریچارد اچ ترولی         | ۱۴ مه ۱۹۸۹      | ۳۰ ژوئن ۱۹۸۹    | ۴۷                  |                                          | جرج اچ. دابلیو بوش                       |
| ۸    | Richard H. Truly       | ریچارد اچ ترولی         | ۱ ژوئیه ۱۹۸۹    | ۳۱ مارس ۱۹۹۲    | ۱٬۰۰۴ (۱٬۰۵۲ در کل) |                                          | جرج اچ. دابلیو بوش                       |
| ۹    | Daniel S. Goldin       | دنیل گلدین              | ۱ آوریل ۱۹۹۲    | ۱۷ نوامبر ۲۰۰۱  | ۲۹۴                 |                                          | جرج اچ. دابلیو بوش                       |
| ۹    | Daniel S. Goldin       | دنیل گلدین              | ۱ آوریل ۱۹۹۲    | ۱۷ نوامبر ۲۰۰۱  | ۲٬۹۲۲               |                                          | بیل کلینتون                              |
| ۹    | Daniel S. Goldin       | دنیل گلدین              | ۱ آوریل ۱۹۹۲    | ۱۷ نوامبر ۲۰۰۱  | ۳۰۱ (۳٬۵۱۷ در کل)   |                                          | جرج دابلیو بوش                           |
| -    | Daniel R. Mulville     | دنیل مولویل             | ۱۹ نوامبر ۲۰۰۱  | ۲۱ دسامبر ۲۰۰۱  | ۳۲                  |                                          | جرج دابلیو بوش                           |
| ۱۰   | Sean O'Keefe           | شان اوکیف               | ۲۱ دسامبر ۲۰۰۱  | ۱۱ فوریه ۲۰۰۵   | ۱٬۱۴۸               |                                          | جرج دابلیو بوش                           |
| -    | Frederick D. Gregory   | سرهنگ فردریک دی گریگوری | ۱۱ فوریه ۲۰۰۵   | ۱۴ آوریل ۲۰۰۵   | ۶۲                  |                                          | جرج دابلیو بوش                           |
| ۱۱   | Michael D. Griffin     | مایکل گریفین            | ۱۴ آوریل ۲۰۰۵   | ۲۰ ژانویه ۲۰۰۹  | ۱٬۳۷۷               |                                          | جرج دابلیو بوش                           |
| -    | Christopher Scolese    | کریستوفر اسکولیز        | ۲۱ ژانویه ۲۰۰۹  | ۱۶ ژوئیه ۲۰۰۹   | ۱۷۶                 |                                          | باراک اوباما                             |
| ۱۲   | Charles F. Bolden, Jr. | چارلز بولدن             | ۱۷ ژوئیه ۲۰۰۹   | ۲۰ ژانویه ۲۰۱۷  | ۲٬۷۴۴               |                                          | باراک اوباما                             |
| -    | Robert Lightfoot       | رابرت لایت‌فوت جونیور    | ۲۰ ژانویه ۲۰۱۷  | ۲۳ آوریل ۲۰۱۸   | ۴۵۸                 |                                          | دونالد ترامپ                             |
| ۱۳   | Jim Bridenstine        | سرگرد جیم برایدنستاین   | ۲۳ آوریل ۲۰۱۸   | ۲٬۵۲۵           |                     |                                          | دونالد ترامپ                             |
| -    | استیو جورچیک           | استیو جورچیک            | ۲۰ ژانویه, ۲۰۲۱ | مه ۲۰۲۱         | 1522                |                                          | جو بایدن                                 |
| ۱۴   | بیل نلسون              | سرگرد (Ret.) بیل نلسون  | ۱ می ۲۰۲۱       | مدیر فعلی       | جو بایدن            | —                                        | جو بایدن                                 |

## معاونان
| ردیف | تصویر                    | نام                     | شروع به کار    | پایان کار       | مدت دوره        | رئیس‌جمهور ایالات متحده آمریکا تحت مدیریت | رئیس‌جمهور ایالات متحده آمریکا تحت مدیریت |
| ---- | ------------------------ | ----------------------- | -------------- | --------------- | --------------- | ---------------------------------------- | ---------------------------------------- |
| ۱    | Hugh L. Dryden           | هیو لاتیمر درایدن       | ۱۹ اوت ۱۹۵۸    | ۲ دسامبر ۱۹۶۵   | ۲۶۶۲ روز        |                                          | دوایت آیزنهاور                           |
| ۱    | Hugh L. Dryden           | هیو لاتیمر درایدن       | ۱۹ اوت ۱۹۵۸    | ۲ دسامبر ۱۹۶۵   | ۲۶۶۲ روز        | جان اف. کندی                             |                                          |
| ۱    | Hugh L. Dryden           | هیو لاتیمر درایدن       | ۱۹ اوت ۱۹۵۸    | ۲ دسامبر ۱۹۶۵   | ۲۶۶۲ روز        | لیندون بی. جانسون                        |                                          |
| ۲    | Robert C. Seamans (Left) | رابرت سیمنز             | ۲۱ دسامبر ۱۹۶۵ | ۵ ژانویه ۱۹۶۸   | ۷۴۵ روز         |                                          |                                          |
| ۳    | Thomas O. Paine          | توماس اوتن پین          | ۲۵ مارس ۱۹۶۸   | ۲۰ مارس ۱۹۶۹    | ۳۶۰ روز         |                                          |                                          |
| ۳    | Thomas O. Paine          | توماس اوتن پین          | ۲۵ مارس ۱۹۶۸   | ۲۰ مارس ۱۹۶۹    | ۳۶۰ روز         | ریچارد نیکسون                            |                                          |
| ۴    | George M. Low            | جرج لو                  | ۳ دسامبر ۱۹۶۹  | ۵ ژوئن ۱۹۷۶     | ۲۳۷۶ روز        |                                          |                                          |
| ۴    | George M. Low            | جرج لو                  | ۳ دسامبر ۱۹۶۹  | ۵ ژوئن ۱۹۷۶     | ۲۳۷۶ روز        | جرالد فورد                               |                                          |
| ۵    | Alan M. Lovelace         | آلن لاولیس              | ۲ ژوئیه ۱۹۷۶   | ۱۰ ژوئیه ۱۹۸۱   | ۱۸۳۴ روز        |                                          |                                          |
| ۵    | Alan M. Lovelace         | آلن لاولیس              | ۲ ژوئیه ۱۹۷۶   | ۱۰ ژوئیه ۱۹۸۱   | ۱۸۳۴ روز        | جیمی کارتر                               |                                          |
| ۵    | Alan M. Lovelace         | آلن لاولیس              | ۲ ژوئیه ۱۹۷۶   | ۱۰ ژوئیه ۱۹۸۱   | ۱۸۳۴ روز        | رونالد ریگان                             |                                          |
| ۶    | Hans Mark                | هانس مارک               | ۱۰ ژوئیه ۱۹۸۱  | ۱ سپتامبر ۱۹۸۴  | ۱۱۴۹ روز        |                                          |                                          |
| ۷    | William R. Graham        | ویلیام رابرت گراهام     | ۲۵ نوامبر ۱۹۸۵ | ۴ دسامبر ۱۹۸۵   | ۹ روز           |                                          |                                          |
| ۷    | William R. Graham        | ویلیام رابرت گراهام     | ۱۱ مه ۱۹۸۶     | ۱ اکتبر ۱۹۸۶    | ۱۴۳ روز         |                                          |                                          |
| ۸    | Dale D. Myers            | دیل دی. مایرز           | ۶ اکتبر ۱۹۸۶   | ۱۳ مه ۱۹۸۹      | ۹۵۰ روز         |                                          |                                          |
| ۸    | Dale D. Myers            | دیل دی. مایرز           | ۶ اکتبر ۱۹۸۶   | ۱۳ مه ۱۹۸۹      | ۹۵۰ روز         | جرج اچ. دابلیو بوش                       |                                          |
| ۹    | James R. Thompson        | جیمز آر تامپسون، جونیور | ۶ ژوئیه ۱۹۸۹   | ۸ نوامبر ۱۹۹۱   | ۸۸۵ روز         |                                          |                                          |
| -    | Aaron Cohen              | آرون کوهن               | ۱۹ فوریه ۱۹۹۲  | ۱ نوامبر ۱۹۹۲   | ۲۵۶ روز         |                                          |                                          |
| -    | John R. Dailey           | جان آر. دیلی            | ۳ نوامبر ۱۹۹۲  | ۳۱ دسامبر ۱۹۹۹  | ۳۱۷۳ روز        |                                          |                                          |
| -    | John R. Dailey           | جان آر. دیلی            | ۳ نوامبر ۱۹۹۲  | ۳۱ دسامبر ۱۹۹۹  | ۳۱۷۳ روز        | بیل کلینتون                              |                                          |
| -    | Daniel Mulville          | دنیل مولویل             | ۱ ژانویه ۲۰۰۰  | ۱۹ نوامبر ۲۰۰۱  | ۶۸۸ روز         |                                          |                                          |
| -    | Daniel Mulville          | دنیل مولویل             | ۱ ژانویه ۲۰۰۰  | ۱۹ نوامبر ۲۰۰۱  | ۶۸۸ روز         | جرج دابلیو بوش                           |                                          |
| -    | Daniel Mulville          | دنیل مولویل             | ۲۱ دسامبر ۲۰۰۱ | ۱۱ اوت ۲۰۰۲     | ۲۳۳ روز         |                                          |                                          |
| ۱۰   | Frederick D. Gregory     | فردریک دی گریگوری       | ۱۲ اوت ۲۰۰۲    | ۲۰ فوریه ۲۰۰۵   | ۹۲۳ روز         |                                          |                                          |
| ۱۰   | Frederick D. Gregory     | فردریک دی گریگوری       | ۱۴ آوریل ۲۰۰۵  | ۴ نوامبر ۲۰۰۵   | ۲۰۴ روز         |                                          |                                          |
| ۱۱   | Shana Dale               | شانا دیل                | ۴ نوامبر ۲۰۰۵  | ۱۷ ژانویه ۲۰۰۹  | ۱۱۷۱ روز        |                                          |                                          |
| ۱۲   | Lori Garver              | لری گارور               | ۱۷ ژانویه ۲۰۰۹ | ۶ سپتامبر ۲۰۱۳  | ۱٬۵۱۲ روز       |                                          |                                          |
| ۱۲   | Lori Garver              | لری گارور               | ۱۷ ژانویه ۲۰۰۹ | ۶ سپتامبر ۲۰۱۳  | ۱٬۵۱۲ روز       | باراک اوباما                             |                                          |
| ۱۳   | Dava Newman              | داوا نیومن              | ۱۵ مه ۲۰۱۵     | ۲۰ ژانویه ۲۰۱۷  | ۶۱۶ روز         |                                          |                                          |
| -    | Lesa Roe                 | لسا رو                  | ۲۰ ژانویه ۲۰۱۷ | ۳۰ سپتامبر ۲۰۱۷ | ۲۵۳ روز         |                                          | دونالد ترامپ                             |
| ۱۴   |                          | جیمز مورهارد            | ۱۷ اکتبر ۲۰۱۸  | ۲۰ ژانویه ۲۰۲۱  | ۸۲۶ روز         |                                          | دونالد ترامپ                             |
| ۱۵   |                          | پاملا ملروی             | ۲۱ ژوئن ۲۰۲۱   | فعلی            | ۳ سال و ۲۱۶ روز |                                          | جو بایدن                                 |

## ترتیب جانشینی

ساختار سازمانی ناسا (۲۰۱۵)

ترتیب جانشینی مدیر اداره کل ملی هوانوردی و فضا، به شرح زیر است:
1. معاون ناسا
2. مدیر مشترک ناسا
  1. معاون مشترک ناسا (اگر اجرایی باشد)
3. رئیس کارکنان
4. مدیر مرکز فضایی جانسون (هیوستون، تگزاس)
5. مدیر مرکز فضایی کندی (جزیره مریت، فلوریدا)
6. مدیر مرکز پروازهای فضایی مارشال (ردستون آرسنال، آلاباما)

در مواقع عدم وجود معاون ناسا و قرار گرفتن مدیر مشترک در نقش سرپرست مدیر، معاون مشترک در نقش سرپرست معاونت قرار می‌گیرد.